# 赵璩
趙璩（1130年—1188年8月22日），字润夫，原名赵伯玖，宋朝宗室。宋太祖七世孙，秦康惠王趙德芳六世孫，秉义郎赵子彦之子。宋高宗的三位养子之一，宋孝宗時官至少傅。追封信王。

## 簡介
赵旉死后，宋高宗无子，不久趙伯玖的族兄赵伯琮（後來的宋孝宗）在紹興二年（1132年）被选入宫撫養。紹興四年（1134年）五月，時年五歲的趙伯玖也被選入宮，宋高宗下令由张婕妤抚养，生父趙子彥、伯琮的生父趙子偁都先後升遷；紹興六年（1136年），因赵伯玖生而聪慧，吴才人请宋高宗以七岁的伯玖作为自己的养子，赐名赵璩，除和州防御使。赵伯琮以建国公就傅。赵璩独居禁中，不久官拜节度使，封吴国公，宰执赵鼎、刘大中、王庶等坚持，任命没有成行。秦桧专政，除趙璩为保大军节度使，封崇国公，赴资善堂听读。
紹興十五年（1145年），加检校少保，进封恩平郡王，出居宫外府第。当时赵伯琮己封普安郡王，赵璩官属礼制与其相同等，号为东、西府。紹興十六年（1146年），改武昌军节度使。
紹興二十二年（1152年），生父赵子彦逝世，赵璩去官服丧，丧期满，复原官。显仁太后驾崩，赵伯琮被立为皇太子，改赵璩称皇侄，名位始定，赵璩入宫之后，國本未定历时三十年，内外颇以为疑，此時眾惑得釋。改任开府仪同三司，判大宗正事，置司绍兴府。
赵伯琮即位，是为宋孝宗，赵璩上表请入贺，允许，特授少保。改静江节度使。不久，免绍兴府宗正事，改判西外宗正司。赵璩多次上书乞闲，改醴泉观使。淳熙年间，任少傅。宋孝宗友爱，赵璩入朝，屡召宴内殿，以官职称呼，不直呼其名，赏赐无算。
淳熙十四年（1187年），宋高宗驾崩，奔丧得疾。淳熙十五年（1188年）七月壬戌薨逝，年五十九岁，追封信王，累赠太保、太师。

## 家庭

### 祖上
- 六世祖秦康惠王趙德芳
- 五世祖趙惟能
- 高祖父趙從贄
- 曾祖父趙世經
- 祖父趙令績
- 父趙子彥
- 趙璩

### 後裔
- 子：
  - 赵师淳，历忠州团练使、永州防御使
  - 赵师瀹
  - 赵师沧
  - 赵师潞
- 孙：
  - 趙希楙，師淳之子，特补保义郎[2]
  - 趙希郴，師淳之子
- 曾孫：
  - 趙與烋，希郴之子
- 玄孫：
  - 趙孟塈、趙孟壡，與烋之子

## 延伸阅读
[在维基数据编辑]
 《宋史/卷246》，出自脱脱《宋史》